# Сквер Молодой гвардии
Сквер имени «Молодой гвардии» (до 2007 года сквер имени 30-летия ВЛКСМ) — объект природно-заповедного фонда Украины, имеет статус парка-памятника садово-паркового искусства местного значения. Расположен в центре Луганска, между улицами Советская, Коцюбинского, Котельникова и Демёхина.

## Исторический очерк
До Второй мировой войны на этом месте располагалось Воскресенское кладбище с церковью, возведённой в 1905 году. Сначала это была окраина Луганска, однако во времена индустриализации кладбище оказалось в черте города и было закрыто в 1935 году. Было принято решение распланировать здесь сквер. После 1935 года разрушили Воскресенскую церковь. На её месте теперь стоят телебашня и сооружения местной телерадиокомпании.
Сквер заложили в 1948 году, в 30-ю годовщину комсомола. Официальное открытие состоялось в 1956 году.
В 2007 году по случаю празднования 65-летия основания краснодонской молодёжной подпольной организации времен Второй мировой войны Ленинским районным советом и Луганским городским советом было принято решение о предоставлении сквера имени этой организации — «Молодая гвардия»

## Рекреационная зона
В парке располагались летний кинотеатр, детские аттракционы (веселый поезд, традиционная и цепная карусели), которые открывались 1 мая. В настоящее время эти объекты заброшены. Зато оборудовали новую детскую площадку.
В сквере регулярно проводятся мероприятия по случаю различных праздников. На День города сквер заполняется участниками фестиваля национально — этнографических культур. Долгое время в этот день сквер использовался для проведения выставки цветов, которую впоследствии перенесли в район эстакады возле железнодорожного вокзала.
Каждую субботу и воскресенье (кроме зимнего сезона) у фонтана играет оркестр муниципального театра духовой и эстрадной музыки.
В 1990-х — начале 2000-х годов на территории сквера в весенне—осенний сезон появлялись летние площадки с кафе. Однако прокуратура опротестовала такую практику, ссылаясь на Закон Украины «О природно—заповедном фонде Украины».
Одновременно Луганский городской совет длительное время не утверждал техническую документацию по установлению границ сквера Молодой гвардии, сквера им. Героев Великой Отечественной войны, мемориала «Острая могила» и других природно—заповедных объектов в Луганске. В результате чиновники разрешили предпринимателям построить в сквере двухэтажную аптеку.

## Флора и фауна
Как объект природно-заповедного фонда этот парк на данный момент мало исследован биологами. Всего во флоре и фауне преобладают адвентивные вида: из растений — каштан обыкновенный (Aesculus hippocastanum L.), из животных — собака (Canis familiaris) и кошка домашняя (Felis catus). В парковой зоне известны находки редких видов, в том числе отмечен махаон, (Papilio machaon (Linnaeus, 1758)). В вечерние часы и ночью, когда количество посетителей уменьшается, в парке отмечены летучие мыши, в частности пергач донецкий (Eptesicus lobatus) и нетопырь средиземноморский (Pipistrellus kuhlii).
Растительность парка имеет преимущественно чужеродный характер, с незначительной долей аборигенных видов растений. В сквере растёт более 20 видов деревьев и кустарников, в том числе акация, берёза, сирень, дуб, клен, крымская сосна, лиственница, тополь, ель и другие. С восточной стороны высажена каштановая аллея.

## Памятники
| Памятник | Изображение | Памятник | Изображение |  |
| --- | ----------- | --- | ----------- |  |
| Братская могила 14 луганчан-красногвардейцев, погибших в январе 1918 года в районе станции Глубокая (ныне Ростовской области) в схватке с белогвардейцами — единственное напоминание о бывшем кладбище. В 1964 году установлена стела (скульпторы В. Федченко и Г. Смешной).                 |             | Ульянову-гимназисту, 1962 год. Скульпторы В. Федченко, В. Мухин, В. Агибалов. |             |  |
| Капсула с посланием «комсомольцам и молодежи, должны жить в 100-ю годовщину ВЛКСМ» от участников торжественного пленума Луганского обкома ЛКСМ Украины, посвящённого 50-летию ВЛКСМ (октябрь 1968)                                                                                           |             | В апреле 2008 года был заложен камень под строительство памятника жертвам ОУН-УПА, который впоследствии установили на площади Героев Великой Отечественной войны.                                                            |             |  |
| Поэтессе Татьяне Снежиной. Памятник, установленный на День города в 2010 году, вызвал неоднозначное отношение горожан. В народе окрестили «Женщиной-чесноком». Пресса также подвергла резкой критике этот монумент, как очередной неудачный образец однотипного монументального «искусства». |             | Погибшим сотрудникам милиции в Великой Отечественной войне и при исполнении служебных обязанностей. Установленный в 1965 году и перенесённый в 2001 году к мемориальному комплексу возле областного УВД. Скульптор В. Мухин. |             |  |

В 1977 году были установлены бюсты членов штаба молодёжной антифашистской организации «Молодая гвардия» Сергея Тюленина, Ульяны Громовой, Олега Кошевого, Ивана Туркенича, Любви Шевцовой и Ивана Земнухова. В ноябре 1991 года их сбросили вандалы. В 2001 году бюсты молодогвардейцев похитили и сдали на металлолом. Однако уже в декабре бюсты восстановили.

## Ан-12
В 1977 году в сквере установлен самолёт Ан-12. Сначала в нём был устроен небольшой кинотеатр для детей, впоследствии установлены детские аттракционы. В 2009 году владелец самолёта планировал открыть в нём детское кафе, однако городские власти отказали. В октябре 2011 года глава Управления по вопросам экологической безопасности города заявил о намерениях власти демонтировать Ан-12 и на этом месте оборудовать ещё одну детскую площадку.
21 ноября 2011 года самолёт подожгли и в течение следующих дней демонтировали.

## Современное состояние
Детские аттракционы находятся в аварийном состоянии. В 2011 году часть из них уничтожил пожар. Площадь постепенно теряет зелёные насаждения, часть старых деревьев пропала.
В 2009 году архитекторы М.Пономарёв и Л.Шамагин разработали проект капитального ремонта, который победил в номинации «Лучший проект благоустройства» на конкурсе архитекторов, проводившийся под патронатом Луганской облгосадминистрации.
В 2011 году на реконструкцию сквера в бюджете города было заложено 2,5 млн грн., однако кроме косметического ремонта фонтана, остальные работы прекратили, по информации мэрии, из-за нехватки денег.

## Бездомные в сквере
Теплотрасса вдоль сквера стала любимым местом бездомных.
В январе 2010 года Луганский горсовет и благотворительные организации открыли для бродяг в сквере временную на период сильных морозов точку горячего питания. Эту практику продолжили на следующий год.